# Weißensee (Berlin)
Weißensee, Berlin-Weißensee – dzielnica (Ortsteil) Berlina w okręgu administracyjnym Pankow. Od 1 października 1920 w granicach miasta.
W dzielnicy znajduje się cmentarz żydowski Berlin-Weißensee.